# Diocesi di Hà Tĩnh
La diocesi di Hà Tĩnh (in latino Dioecesis Hatinhensis) è una sede della Chiesa cattolica in Vietnam suffraganea dell'arcidiocesi di Hanoi. Nel 2021 contava 284.885 battezzati su  2.198.606 abitanti. È retta dal vescovo Louis Nguyễn Anh Tuấn.

## Territorio
La diocesi comprende le province civili di Hà Tĩnh e Quảng Bình al centro del Vietnam.
La sede diocesana è nell'abitato di Văn Hạnh, poco a nord del capoluogo provinciale, Hà Tĩnh, dove si trova la cattedrale di San Michele Arcangelo.
Il territorio si estende su 14.107 km² ed è suddiviso in 121 parrocchie.

## Storia
La diocesi è stata eretta da papa Francesco il 22 dicembre 2018 con la bolla Missionem Ecclesiae, ricavandone il territorio dalla diocesi di Vinh.

## Cronotassi dei vescovi
Si omettono i periodi di sede vacante non superiori ai 2 anni o non storicamente accertati.
- Paul Nguyễn Thái Hợp, O.P. (22 dicembre 2018 - 19 marzo 2021 ritirato)
  - Sede vacante (2021-2023)
- Louis Nguyễn Anh Tuấn, dal 25 marzo 2023[2]

## Statistiche
La diocesi nel 2021 su una popolazione di 2.198.606 persone contava 284.885 battezzati, corrispondenti al 13,0% del totale.
| anno | popolazione | popolazione | popolazione | presbiteri | presbiteri | presbiteri | presbiteri                | diaconi | religiosi | religiosi | parrocchie |
| anno | battezzati  | totale      | %           | numero     | secolari   | regolari   | battezzati per presbitero | diaconi | uomini    | donne     | parrocchie |
| ---- | ----------- | ----------- | ----------- | ---------- | ---------- | ---------- | ------------------------- | ------- | --------- | --------- | ---------- |
| 2018 | 241.112     | 2.153.300   | 11,2        | 93         | 93         |            | 2.593                     |         | 19        | 188       | 96         |
| 2019 | 241.112     | 2.137.505   | 11,3        | 135        | 117        | 18         | 1.786                     |         | 23        | 48        | 121        |
| 2021 | 284.885     | 2.198.606   | 13,0        | 132        | 113        | 19         | 2.158                     |         | 25        | 201       | 121        |